# Kumlasjö
Kumlasjö är en sjö i Uppvidinge kommun i Småland och ingår i Ronnebyåns huvudavrinningsområde. Sjöns area är 0,041 kvadratkilometer och den är belägen 230,3 meter över havet.